# Марк Овермарс
Марк Овермарс (нід. Marc Overmars, * 29 березня 1973, Емст) — нідерландський футболіст, півзахисник. По завершенні ігрової кар'єри — спортивний функціонер.
Як гравець насамперед відомий виступами за клуби «Аякс» та «Барселону», а також національну збірну Нідерландів.

## Клубна кар'єра
У дорослому футболі дебютував 1990 року виступами за «Гоу Ехед Іглз», в якому провів один сезон, взявши участь у 11 матчах чемпіонату.
Протягом 1991—1992 років захищав кольори клубу «Віллем II».
Своєю грою за команду привернув увагу представників тренерського штабу «Аякса», до складу якого приєднався 1992 року. Відіграв за команду з Амстердама наступні п'ять сезонів своєї ігрової кар'єри. Більшість часу, проведеного у складі «Аякса», був основним гравцем команди. За цей час тричі виборював титул чемпіона Нідерландів, ставав володарем Кубка Нідерландів, переможцем Ліги чемпіонів УЄФА, володарем Суперкубка УЄФА та володарем Міжконтинентального кубка.
Протягом 1997—2000 років захищав кольори лондонського «Арсенал». За цей час додав до переліку своїх трофеїв титул чемпіона Англії, ставав володарем Кубка Англії та Суперкубка Англії.
2000 року уклав контракт з «Барселоною», у складі якої провів наступні чотири роки своєї кар'єри гравця. Граючи у складі «Барселони» також здебільшого виходив на поле в основному складі команди.
Завершив професійну ігрову кар'єру у клубі, в якому її і розпочинав — «Гоу Ехед Іглз». Марк прийшов до команди 2008 року і захищав її кольори до припинення виступів на професійному рівні у 2009 році.

## Виступи за збірну
1993 року дебютував в офіційних матчах у складі національної збірної Нідерландів. Протягом кар'єри у національній команді, яка тривала 12 років, провів у формі головної команди країни 86 матчів, забивши 17 голів.
У складі збірної був учасником чемпіонату світу 1994 року у США, чемпіонату світу 1998 року у Франції, чемпіонату Європи 2000 року у Бельгії та Нідерландах і чемпіонату Європи 2004 року у Португалії.

## Титули і досягнення

### Командні
- Чемпіон Нідерландів (3):

«Аякс»: 1993-94, 1994-95, 1995-96
- Володар Кубка Нідерландів (1):

«Аякс»: 1992-93
- Володар Суперкубка Нідерландів (3):

«Аякс»: 1993, 1994, 1995
- Чемпіон Англії (1):

«Арсенал»: 1997-98
- Володар Кубка Англії (1):

«Арсенал»: 1997-98
- Володар Суперкубка Англії з футболу (1):

«Арсенал»: 1998
- Переможець Ліги чемпіонів УЄФА (1):

«Аякс»: 1994-95
- Володар Суперкубка УЄФА (1):

«Аякс»: 1995
- Володар Міжконтинентального кубка (1):

«Аякс»: 1995

### Особисті
- Футбольний талант року в Нідерландах: 1992
- Володар нідерландського «Золотого бутсу»: 1993
- Найкращий молодий гравець ЧС-1994: 1994